# Robert Sturges
 (septembre 2013).
Pour les articles homonymes, voir Sturges.
Robert Grice Sturges (1891–1970) est un officier de la Royal Marines.

## Biographie
Sturges rejoint la Royal Navy en 1908.
Il est nommé un sous-lieutenant le 15 mai 1912 et est transféré à la Marine royale comme lieutenant le 19 décembre 1914.
Il sert durant la Première Guerre mondiale, à la Bataille des Dardanelles et la Bataille du Jutland. Il est promu capitaine le 30 janvier 1917.
Il a été officiellement transféré à la royal Marine le 30 janvier 1917.
Entre les deux guerres, il est promu au grade de major, le 17 juin 1929 et au grade de lieutenant-colonel le 1er avril 1936. Il est promu au grade de colonel le 3 avril 1939.
Au cours de la Seconde Guerre mondiale, il était le commandant de l'occupation britannique en Islande en mai 1940. Il est promu au grade de colonel commandant par intérim et le brigadier temporaire le 4 juin 1940. 
Il commande l'occupation britannique de Madagascar en 1942. Il commande l'armée anglaise au cours de la Bataille de Madagascar. Il a continué à être le commandant des Commandos en 1943.
Il a pris sa retraite en 1946.